# مورغان وارد
مورغان وارد (بالإنجليزية: Morgan Ward)‏ هو رياضياتي أمريكي، ولد في 1901، وتوفي في 1963.